# پرواز شماره ۴۰۹ هواپیمایی اتیوپی
پرواز شماره ۴۰۹ هواپیمایی اتیوپی (انگلیسی: Ethiopian Airlines Flight 409) بوئینگ ۷۳۷ نسل بعدی ای بود که قرار بود از بیروت به سمت آدیس آبابا پرواز کند که تنها مدتی کم پس از برخاستن از فرودگاه بین‌المللی رفیق حریری بیروت در دریای مدیترانه سقوط کرد. ۹۰ نفر از این حادثه جان باختند.